# Atheriniformes
Ordre
Les Atheriniformes sont un ordre de poissons téléostéens.

## Caractéristiques
Le radical de l’adjectif vient du grec « atherine », qui désigne un éperlan. Ce sont des poissons au corps généralement fin et long et aux flancs argentés, dont certaines espèces vivent en eau douce.

## Liste des familles
Selon Catalogue of Life (7 mai 2017) et World Register of Marine Species (7 mai 2017) :
- famille Atherinidae Risso, 1827
- famille Atherinopsidae Fitzinger, 1873
- famille Bedotiidae Jordan & Hubbs, 1919
- famille Dentatherinidae Patten & Ivantsoff, 1983
- famille Isonidae Rosen, 1964
- famille Melanotaeniidae Gill, 1894
- famille Notocheiridae Schultz, 1950
- famille Phallostethidae Regan, 1916
- famille Pseudomugilidae Kner, 1867
- famille Telmatherinidae Munro, 1958